# Humberto Tapia Díaz
Humberto Tapia Díaz (ur. 13 lutego 1960 w Queroqotillo) – peruwiański duchowny katolicki, biskup Chachapoyas od 2022.

## Życiorys

### Prezbiterat
Święcenia kapłańskie przyjął 2 kwietnia 1990. Początkowo inkardynowany do prałatury terytorialnej Sicuani, po pięciu latach pracy duszpasterskiej przeniósł się do wikariatu apostolskiego Jaén en Peru o San Francisco Javier. W latach 2000–2012 był wikariuszem generalnym tego wikariatu.

### Episkopat
9 marca 2022 papież Franciszek mianował go biskupem diecezji Chachapoyas.  Sakry udzielił mu 23 kwietnia 2022 kardynał Pedro Barreto.